# Paramenesia subcarinata
Paramenesia subcarinata là một loài bọ cánh cứng trong họ Cerambycidae.